# Mawashi
Il mawashi (廻し?) è un particolare perizoma indossato dai rikishi, ovvero i lottatori di sumo, durante l'allenamento o la competizione. I lottatori di rango più elevato indossano una variazione del mawashi, il kesho-mawashi, come parte della cerimonia d'apertura della lotta, cerimonia che viene chiamata anche dohyōiri.

## Mawashi

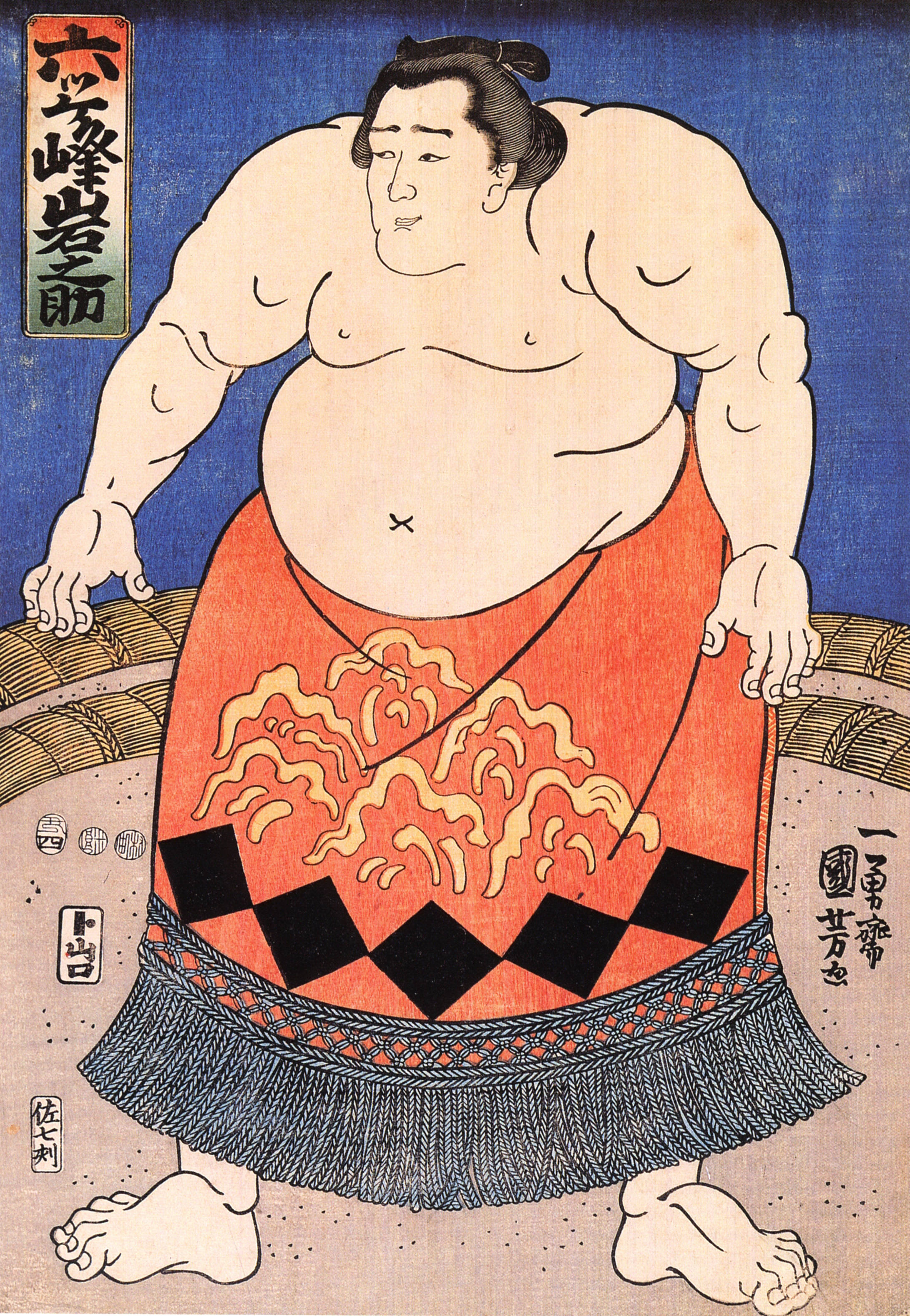
Kuniyoshi Utagawa con un kesho-mawashi.

A seconda del rango dei lottatori, il mawashi può essere di vari colori e vari materiali. Il mawashi dei lottatori di rango più alto, ovvero i sekitori, è di solito in seta ed è lunga quasi dieci metri, larga sessanta centimetri e pesa dai tre ai sei chili. Viene avvolta molte volte intorno alla vita del lottatore e fermata con un grande nodo sulla schiena. Vengono poi inseriti dei piccoli drappi di seta indurita nella parte anteriore della mawashi (opposta quindi al nodo) come decorazione, chiamati sagari. Se queste decorazioni cadono durante la competizione, il Gyoji, ovvero l'arbitro, le getterà fuori dal ring quanto prima possibile.
Talvolta il lottatore può indossare il mawashi in modo tale da mettere in difficoltà l'avversario. Può indossarlo senza stringerlo per rendere più difficile che l'avversario tiri il lottatore e lo spinga quindi fuori dal ring, o può stringerlo molto per evitare che l'avversario abbia una buona presa su di esso. Molti lottatori sono superstiziosi e credono che il colore del mawashi influisca sulla fortuna; talvolta dopo un combattimento perso cambiano il colore del mawashi per la successiva competizione.
I lottatori di rango più alto durante gli allenamenti portano dei mawashi di cotone pesante. Le decorazioni (sagari) non vengono indossate durante l'allenamento. Chi fa parte, invece, di gradi inferiori, indossa un mawashi nero di cotone, sia per l'allenamento sia per la competizione; vengono aggiunte delle sagari in cotone, ma non sono semi-rigide. Chi pratica il sumo a livello amatoriale dovrebbe indossare dei mawashi bianchi di cotone.
Se un lottatore perde il Mawashi durante un combattimento viene automaticamente squalificato. Normalmente i lottatori di Sumo non hanno particolari problemi con la nudità. Spesso si vestono in luoghi pieni di gente, specialmente per i tornei all'aperto (tra l'altro non possono vestirsi da soli, hanno bisogno dell'aiuto di un'altra persona). Ma è per loro vietato perdere il Mawashi e rimanere completamente nudi sul dohyō durante un combattimento ufficiale. Tale regola è stata introdotta nel 1913 per adeguare il Sumo alle attitudini occidentali riguardo alla nudità e renderlo fruibile a un maggior numero di spettatori. Dal 1913 ad oggi è accaduto solo una volta, nel maggio 2000, che un lottatore perdesse il Mawashi durante un incontro e venisse automaticamente squalificato. Si è trattato del rikishi Asanokiri in un combattimento in diretta TV contro Chiyohakuho.
La necessità di istituire tale regola e di assegnarle una pena tanto severa fa capire che prima del 1913 avvenissero spesso combattimenti tra lottatori completamente nudi.

## Kesho-mawashi

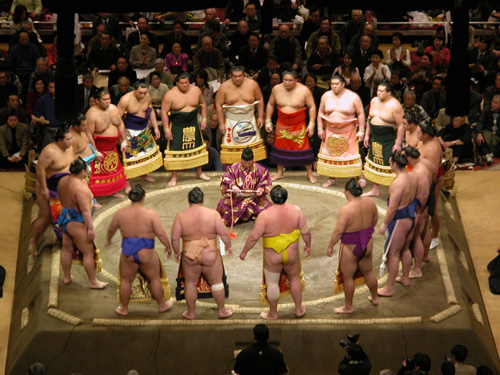
Lottatori di sumo di alto rango che indossano una kesho-mawashi.

I sekitori (lottatori di alto rango) indossano un secondo mawashi, il kesho-mawashi, durante il cerimoniale di apertura della competizione. Il kesho-mawashi consta di una cintura con un pannello anteriore in seta, simile ad un grembiule con stampe colorate o con i loghi degli sponsor della competizione.
Nel periodo Edo si combatteva con un kesho-mawashi, normalmente sponsorizzato da un daimyō, ma col tempo sono diventati troppo ornamentali, tanto da impedire il combattimento vero e proprio; per questo motivo il kesho-mawashi e il mawashi hanno adesso delle funzioni diverse.